# Toamasina suburbaine
Toamasina suburbaine est une commune urbaine (Kaominina) située dans la région d'Atsinanana (province de Tamatave), dans l'est de Madagascar.

## Politique et administration

### Situation administrative
Le territoire de la commune de Toamasina suburbaine correspond à celui de l'ensemble des villages entourant la ville de Toamasina. Elle dépend administrativement du district de Tamatave II. 
La commune compte 12 fokontany.  

## Population et société

### Démographie
Trois fokontany (Ambalamanasy, Ambodisaina et Tanandava) regroupent à eux seuls plus de 70 % de la population communale.

## Transports
La commune est traversée par deux routes nationales : RN 2 et RN 5.